# Herman Moens
Herman Moens (* 1943) ist ein belgischer Badmintonspieler. 

## Karriere
Herman Moens war einer der bedeutendsten belgischen Badmintonspieler in den 1960er und 1970er Jahren. Von 1961 bis 1977 gewann er insgesamt 33 nationale Titel. 1964 siegte er auch bei den Swiss Open.

## Sportliche Erfolge
| Saison    | Veranstaltung                  | Disziplin    | Platz | Partner/in           |
| --------- | ------------------------------ | ------------ | ----- | -------------------- |
| 1960/1961 | Belgien: Einzelmeisterschaften | Herrendoppel | 1     | Jack Stuart          |
| 1962/1963 | Belgien: Einzelmeisterschaften | Herrendoppel | 1     | Jack Stuart          |
| 1962/1963 | Belgien: Einzelmeisterschaften | Mixed        | 1     | June Vander Willigen |
| 1963/1964 | Belgien: Einzelmeisterschaften | Herrendoppel | 1     | Roger Vanmeerbeek    |
| 1963/1964 | Belgien: Einzelmeisterschaften | Mixed        | 1     | June Vander Willigen |
| 1964      | Swiss Open                     | Mixed        | 1     | Bep Verstoep         |
| 1964/1965 | Belgien: Einzelmeisterschaften | Mixed        | 1     | Bep Verstoep         |
| 1964/1965 | Belgien: Einzelmeisterschaften | Herrendoppel | 1     | Roger van Meerbeek   |
| 1964/1965 | Belgien: Einzelmeisterschaften | Herreneinzel | 1     | -                    |
| 1965/1966 | Belgien: Einzelmeisterschaften | Herrendoppel | 1     | Roger van Meerbeek   |
| 1965/1966 | Belgien: Einzelmeisterschaften | Mixed        | 1     | Bep Verstoep         |
| 1966/1967 | Belgien: Einzelmeisterschaften | Herrendoppel | 1     | Roger van Meerbeek   |
| 1966/1967 | Belgien: Einzelmeisterschaften | Mixed        | 1     | Gerda Moens          |
| 1967/1968 | Belgien: Einzelmeisterschaften | Herrendoppel | 1     | Roger van Meerbeek   |
| 1967/1968 | Belgien: Einzelmeisterschaften | Herreneinzel | 1     | -                    |
| 1967/1968 | Belgien: Einzelmeisterschaften | Mixed        | 1     | Gerda Moens          |
| 1968/1969 | Belgien: Einzelmeisterschaften | Mixed        | 1     | Gerda Cairns         |
| 1968/1969 | Belgien: Einzelmeisterschaften | Herrendoppel | 1     | Roger van Meerbeek   |
| 1969/1970 | Belgien: Einzelmeisterschaften | Herreneinzel | 1     | -                    |
| 1969/1970 | Belgien: Einzelmeisterschaften | Herrendoppel | 1     | Roger van Meerbeek   |
| 1970/1971 | Belgien: Einzelmeisterschaften | Herrendoppel | 1     | Roger van Meerbeek   |
| 1970/1971 | Belgien: Einzelmeisterschaften | Herreneinzel | 1     | -                    |
| 1970/1971 | Belgien: Einzelmeisterschaften | Mixed        | 1     | Gerda Cairns         |
| 1971/1972 | Belgien: Einzelmeisterschaften | Mixed        | 1     | Gerda Cairns         |
| 1971/1972 | Belgien: Einzelmeisterschaften | Herrendoppel | 1     | Roger van Meerbeek   |
| 1971/1972 | Belgien: Einzelmeisterschaften | Herreneinzel | 1     | -                    |
| 1972      | French Open                    | Herreneinzel | 1     | -                    |
| 1972/1973 | Belgien: Einzelmeisterschaften | Herrendoppel | 1     | Roger van Meerbeek   |
| 1972/1973 | Belgien: Einzelmeisterschaften | Mixed        | 1     | Gerda Cairns         |
| 1973/1974 | Belgien: Einzelmeisterschaften | Herrendoppel | 1     | Roger van Meerbeek   |
| 1973/1974 | Belgien: Einzelmeisterschaften | Mixed        | 1     | Gerda Cairns         |
| 1974/1975 | Belgien: Einzelmeisterschaften | Herrendoppel | 1     | Roger van Meerbeek   |
| 1974/1975 | Belgien: Einzelmeisterschaften | Mixed        | 1     | Gerda Cairns         |
| 1975/1976 | Belgien: Einzelmeisterschaften | Mixed        | 1     | Gerda Cairns         |
| 1976/1977 | Belgien: Einzelmeisterschaften | Mixed        | 1     | Gerda Cairns         |